# Lombosfa-fehérmoly
A lombosfa-fehérmoly (Leucoptera malifoliella) a valódi lepkék (Glossata) alrendjébe tartozó ezüstös fehérmolyfélék (Lyonetiidae) családjának egyik, Magyarországon is ismert faja.

## Elterjedése, élőhelye
A Krím, a Közel-Kelet és Közép-Ázsia hegyvidékei felől terjeszkedik észak és nyugat felé; mostanra Közép- és Dél-Európában általános.
Kártétele Bulgáriában 1961 óta, Olaszországban 1955 óta, Jugoszláviában 1967 óta feltűnő.
Magyarországon kártevőként először 1812-ben említették. Az 1950-es évek óta állandóan előfordul gyümölcsöseinkben, és kártétele a '80-as évektől folyamatos.

## Megjelenése
Rendkívül kis termetű lepke: szárnyának fesztávolsága mindössze 6–8 mm; szárnyai élénk mintázatú ólomszürkék.

## Életmódja
Egy-egy évben változó nemzedékszámú moly fejlődik ki:
- Dél-Olaszországban többnyire öt;
- Dél-Európa többi részén három vagy négy;
- Magyarországon általában három;
- Angliában csak egy.

Báb állapotban, sűrű fehér gubóban telel át a fák törzsén, vastagabb ágain, esetleg a lehullott leveleken, az almatermésűek (Malus) csésze- és kocsánymélyedéseiben. A hernyó apránként 10–18 mm átmérőjűre bővíti foltaknáját a tápnövény levelében. Az akna alakja határozóbélyeg; a széle hólyagos, belsejében csigavonal formájában látható a hernyó ürüléke.
A polifág hernyó a lombkorona- és cserjeszinten él. Legkedveltebb tápnövénye az alma és a meggy, de a többi gyümölcsfán is megtelepszik.
Kedveli még:
- az égert,
- a nyírt,
- a fanyarkát,
- a madárbirset,
- a galagonyát és
- a berkenyét is.

Kártétele időnként jelentős lehet, a hernyók a lombfelület nagy részét elpusztíthatják – ilyenkor egy-egy levélbe akár 20–40 foltaknát is rághatnak. A magyarországi almások és meggyültetvények egyik jelentős kártevője.

## Külső hivatkozások
- Mészáros Zoltán – Szabóky Csaba: A magyarországi molylepkék gyakorlati albuma. Budapest: Agroinform. 2005.  arch Hozzáférés: 2018. április 6. (PDF)